# Jakob Granit
Jakob Jeremias Granit, född 19 april 1966, är en svensk naturgeograf och ämbetsman.
Jakob Granit studerade geografi och naturgeografi på Stockholms universitet 1988–1992. Han disputerade i naturgeografi på Stockholms universitet 2012 på en avhandling om hantering av sötvattenresurser över nationsgränser.
Han arbetade på Sida, bland annat på Sveriges ambassad i Harare i Zimbabwe 1994–1999 och därefter med vattenresurshantering på Världsbanken  i Washington D.C. i USA 2000–2007. Åren 2007–2012 respektive 2012–2016 tjänstgjorde han i Stockholm på Stockholm Environment Institute respektive Stockholm International Water Institute.
Jakob Granit var generaldirektör på Havs- och vattenmyndigheten i Göteborg 2016–2023 och utnämndes 2023 till generaldirektör för Sida.